# Dario Lupi
Dario Lupi (San Giovanni Valdarno, 28 marzo 1876 – Roma, 14 dicembre 1932) è stato un politico italiano.

## Biografia
Di professione avvocato, fu deputato della Camera del Regno d'Italia in tre legislature (XXVI, XXVII, XXVIII) dal 1921 alla morte avvenuta nel 1932.
Massone, fu affiliato alla loggia "Humanitas" di Empoli, del Grande Oriente d'Italia. 
Dal 15 aprile 1923 al 2 luglio 1924 fu sottosegretario all'istruzione pubblica del Governo Mussolini.
La sua figura è collegata all’istituzione dei Parchi della Rimembranza, veri e propri monumenti verdi in memoria dei caduti della Grande Guerra, tuttora esistenti in numerosi comuni italiani.